# Martin Rosenblatt
Martin Rosenblatt (14 giugno 1917 – 21 giugno 1991) è stato un attore statunitense.
Ha interpretato numerosi film di Woody Allen; lo ricordiamo nella parte dello zio di Alvin in Io e Annie (1977) , in Radio Days (1987), dove interpreta il signor Needleman, e in New York Stories (1989), in cui è nelle vesti di un cittadino. Ha lavorato in altri film quali Il rocky è femmina (1984) e nella pellicola Il re degli zingari (1978). È comparso nel 1980 in una puntata di una serie televisiva australiana, I Ryan.